# Nanometer
Nanometer (SI-symbol nm) er en måleenhed til måling af længde i metersystemet, der er det samme som en milliardtedel meter, der er den grundlæggende SI-enhed længde. Navnet kombinerer SI-præfikset nano- (fra oldgræsk νάνος, nanos, "dværg") med enheden meter (fra græsk μέτρον, metrοn, "enhed til måling"). I videnskabelig notation skrives en nanometer som 1×10-9 m eller 1 E-9 m. En nanometer er det samme som ti Ångstrøm.
En nanometer svarer til 0,001 mikrometer og 1.000 pikometer.

## Brug
Nanometer benyttes ofte til at udtrykke dimensioner på atomar skala. Diameteren af et heliumatom er omkring 0,1 nm og et ribosom er omkring 20 nm. Det benyttes også til at måle bølgelængder af elektromagnetisk stråling i det synlige område af det elektromagnetiske spektrum, som ligger fra omkring 400 til 800 nm. Tidligere blev ångstrøm, som svarer til 0,1 nm brugt til dette.

## Historie
Nanometer har tidligere heddet millimikrometer eller millimikron, da det er en tusindedel af en mikron (mikrometer) og blev benævnt med symbolet mµ eller µµ. I 1960 vedtog det amerikanske National Bureau of Standards præfikset "nano-" for "en milliardnedel". Nanometer bliver ofte associeret med feltet nanoteknologi.